# Leucomphalos brachycarpus
Leucomphalos brachycarpus es una especie de planta de flor del género Leucomphalos.